# Fiat 500 Pink
La edición especial Fiat 500 Pink, o Fiat 500 So Pink según mercados, se presentó en 2009. Es una adaptación del Fiat 500 Barbie aparecido también en 2009 para celebrar el 50.º aniversario de la muñeca Barbie. y toma como base la versión europea de la carrocería berlina del Fiat 500 Lounge. En marzo de 2010 se presentaba la versión descapotable del Pink bajo la denominación Fiat 500C Pink, una serie limitada a 300 unidades solo para el Reino Unido. En el momento de su comercialización el precio de la versión berlina en España era de 15.000 €, mientras que la versión descapotable en Reino Unido tenía un precio de 13.500 libras esterlinas, 1.200 más que el Fiat 500C Pop en el que se basa.

## Historia
La comercialización comenzó en 2009 en exclusiva a través de Internet en Italia (50 unidades), Francia (100 unidades), Japón, Holanda, Bélgica, España (20 unidades), Dinamarca, Suiza, Austria y Polonia. En enero de 2010 comenzó su comercialización en Reino Unido, a cuyo mercado se destinaron (500 unidades). Previamente al lanzamiento de la edición y para conocer el interés en una edición rosa del 500, Fiat realizó una encuesta en Facebook. En las redes sociales también se decidió la denominación de la edición, donde se eligió la opción "So Pink" frente a otras opciones dadas como "Candy", "Lollipop", "Pinkaddict" o "Neo Pink".

## Características

### Exterior
El exterior, que fue pintado en un color especialmente diseñado para la serie denominado Rosa Flamingo, presenta techo solar deslizante Sky Dome, espejos en color carrocería, llantas de aleación de 16 pulgadas, paquete cromo y logotipo específico de la serie.

### Interior
En el interior negro en combinación con el salpicadero rosa, cuenta con volante y cambio en piel, alfombrillas específicas, llaves personalizadas en rosa y como equipamiento adicional climatizador automático y Blue&Me.

### Motorización
La única motorización disponible para el 500 Pink es la 1.2 FIRE de 69 CV.

## Fiat 500C Pink
Toma como base la carrocería europea de tipo descapotable del Fiat 500C en su acabado Pop. La motorización es la misma con la que también cuenta el 500 Pink, el 1.2 FIRE de 69 CV como única opción. Siguiendo el mismo esquema que el 500 Pink, presenta pintura Rosa Flamingo, espejos en color carrocería, capota en negro, llantas de aleación de 16 pulgadas, paquete cromo, interior en negro combinado con salpicadero rosa, volante y cambio en piel, alfobrillas personalizadas, y Blue&Me.

## Galería

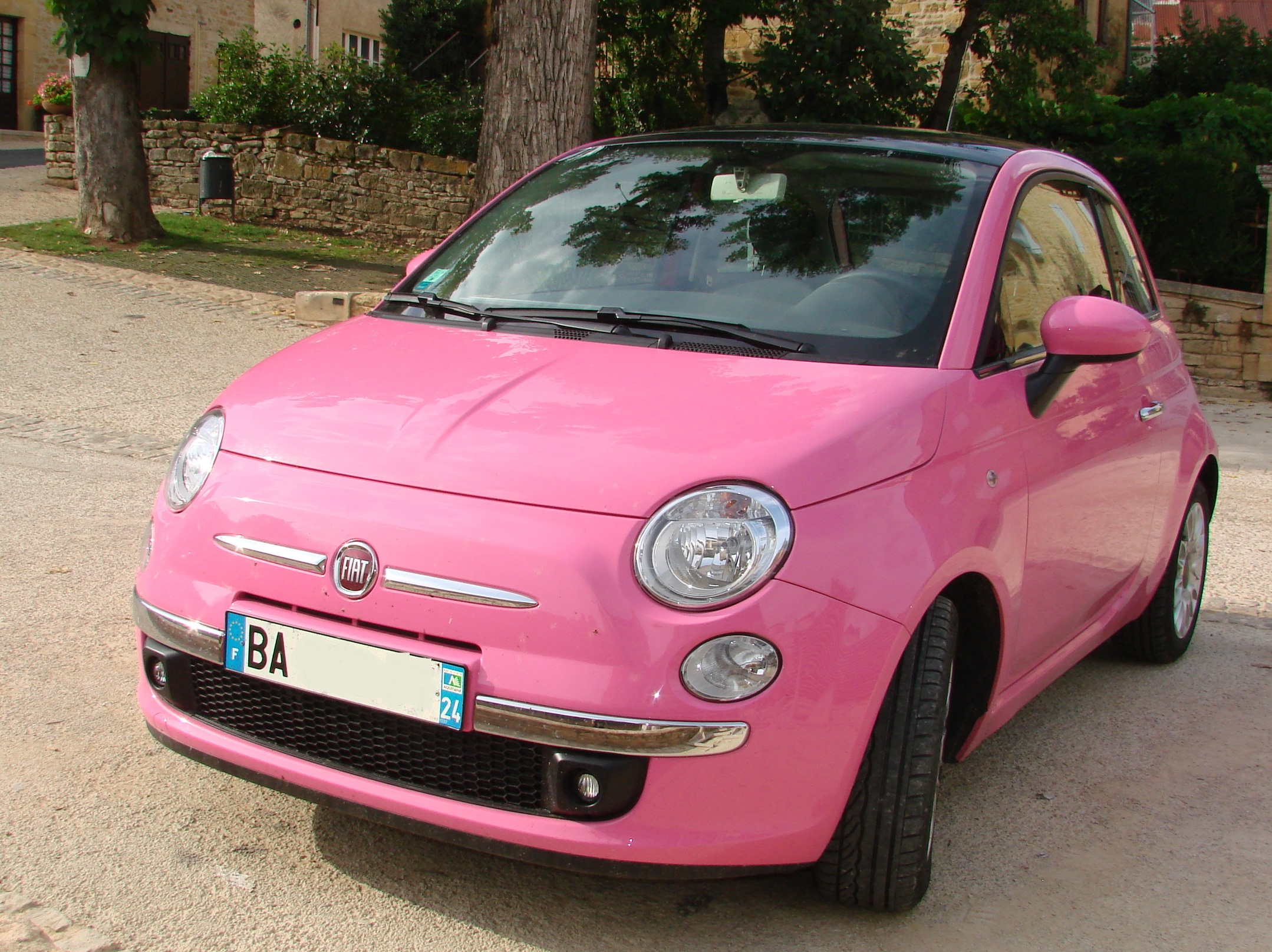
Fiat 500 Pink.
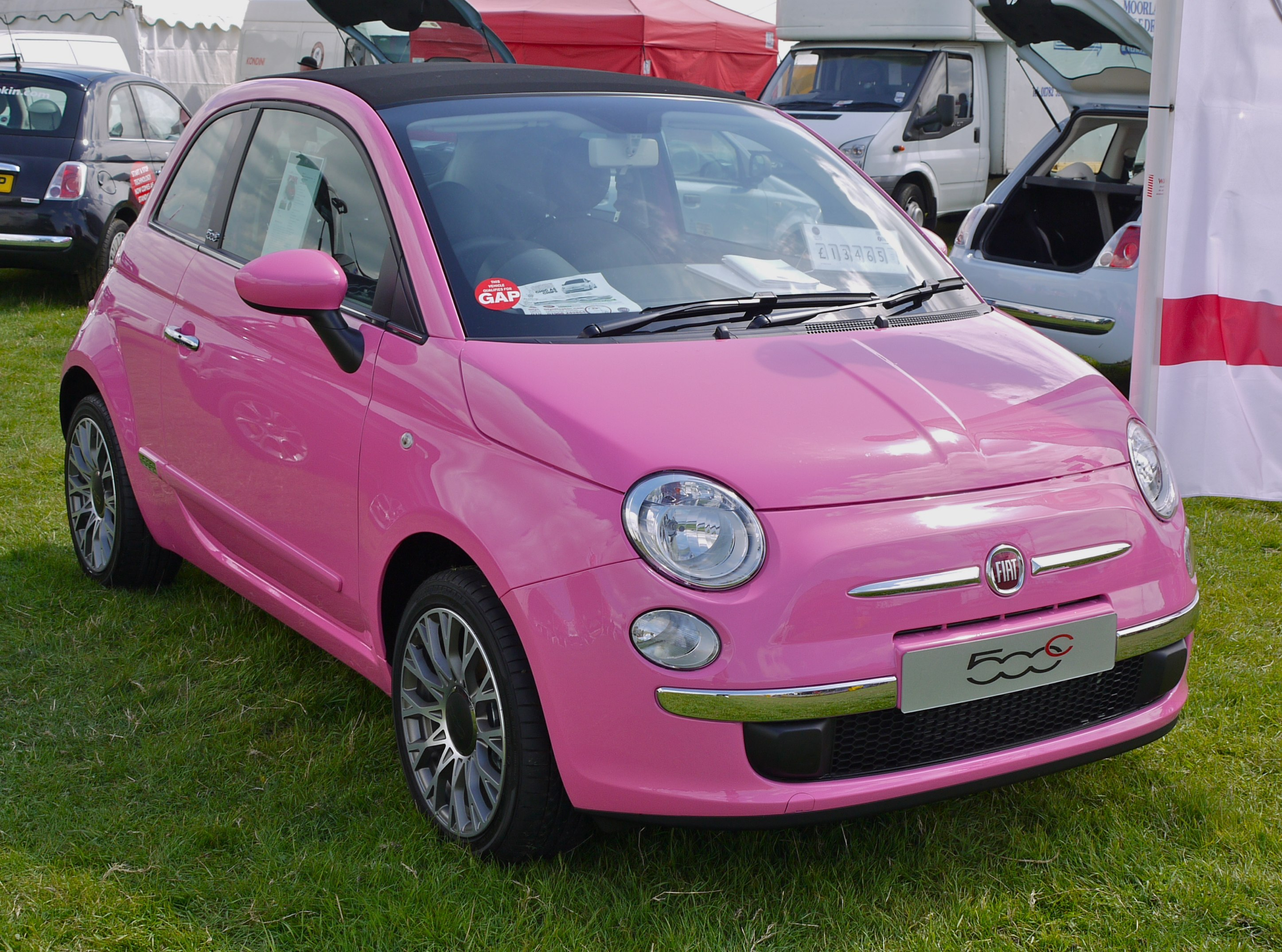
Fiat 500C Pink.